# Kevin Brandstätter
Kevin Brandstätter (* 8. Jänner 1996 in Schwanenstadt als Kevin Metze) ist ein österreichischer Fußballspieler.

## Karriere
Brandstätter begann seine Karriere beim SC Schwanenstadt. 2010 kam er in die AKA Linz. Im Mai 2014 absolvierte er für den Regionalligisten LASK Linz als Kooperationsspieler eine Partie in der Regionalliga, als er am 30. Spieltag der Saison 2013/14 gegen den Villacher SV in der Halbzeitpause für Lukas Tursch eingewechselt wurde. Mit dem LASK konnte er in jener Saison in den Profifußball aufsteigen.
Zur Saison 2014/15 wechselte er zum Bundesligisten SV Ried, für den er zunächst aber ausschließlich in der Amateurmannschaft in der OÖ Liga zum Einsatz kam. Im August 2016 stand er schließlich erstmals im Kader der Profis.
Im Jänner 2017 wurde er an den Zweitligisten FC Blau-Weiß Linz verliehen. Sein Debüt für Blau-Weiß in der zweiten Liga gab er im März 2017, als er am 24. Spieltag der Saison 2016/17 gegen den Floridsdorfer AC in der Startelf stand.
Zur Saison 2017/18 wechselte Brandstätter fest zu BW Linz, wo er einen bis Juni 2018 gültigen Vertrag erhielt. Zur Saison 2018/19 wechselte er zum viertklassigen ASKÖ Oedt. Zur Saison 2019/20 wechselte er zum Zweitligisten SK Vorwärts Steyr. Nach drei Spielzeiten in Steyr verließ er den Verein nach der Saison 2021/22 nach insgesamt 79 Zweitligapartien für Vorwärts.
Daraufhin wechselte er zur Saison 2022/23 zum viertklassigen SV Grün-Weiß Micheldorf.